# 曼多林山
69°55′S 67°20′W / 69.917°S 67.333°W
曼多林山（英語：Mandolin Hills），是南極洲的冰原島峰，位於帕爾默地西北部，海拔高度300米，由英國南極名稱諮詢委員會命名，現時由南極條約體系管理。